# 앤 소던

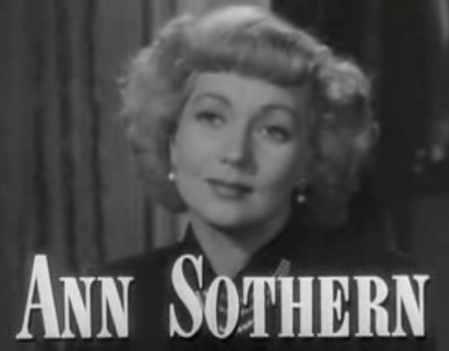

앤 소던(Ann Sothern, 1909년 1월 22일 ~ 2001년 3월 15일)는 미국의 가수, 연극 배우, 영화배우, 텔레비전 배우, 배우이다.
노스다코타주에서 태어났다.

## 영화
- 8월의 고래 (1987년) - 티샤 더그티 역
- 리틀 드래곤 (1980년)
- 크레이지 마마 (1975년)
- 골든 니들 (1974년)
- 추바스코 (1968년)
- 베스트 맨 (1964년)
- 블루 가디니아 (1953년)
- 낸시 리오 가다 (1950년)
- 세 부인 (1949년)
- 워즈 앤 뮤직 (1948년)
- 싸우잰드 치어 (1943년)
- 파나마 해티 (1942년)
- 레이디 비 굿 (1941년)
- 데인저-러브 앳 워크 (1937년)
- 워킹 온 에어 (1936년)
- 키드 밀리언스 (1934년)
- 후피! (1930년)
- 송 오브 더 웨스트 (1930년)
- 홀드 에브리씽 (1930년)
- 굿 뉴스 (1930년)
- 쇼 오브 쇼 (1929년)